# Білий Іван Іванович
Іва́н Іва́нович Бі́лий (нар. 27 січня 1988, Трускавець) — український футболіст, захисник.

## Життєпис
Вихованець Львівського училища фізичної культури, перший тренер — Володимир Вільчинський. Виступав за білоцерківський «Арсенал». Із 2008 — гравець ФК «Львів». У сезоні 2008/09 не зіграв жодного матчу за основну команду у Прем'єр-лізі, провівши 25 матчів у першості серед молодіжних складів та забивши 1 гол.
1 березня 2016 року став гравцем київського «Арсенала». 28 листопада того ж року перейшов до лав винниківського клубу «Рух», підписавши контракт на 1 рік. Наприкінці серпня 2018 року разом із братом залишив «Рух» як вільний агент.